# Шабанбайбийский сельский округ
Шабанбайбийский сельский округ (каз. Шабанбай би ауылдық округі) — административная единица в составе Актогайского района Карагандинской области Казахстана. Административный центр — село Шабанбай-би.
Население — 882 человека (2009; 1078 в 1999, 1613 в 1989).
По состоянию на 1989 год существовал Амангельдинский сельский совет (сёла Акшкол, Жинишке, Касабай, Сона, Шылым). В 2007 году было ликвидировано село Керегетас.

## Состав
В состав округа входят такие населённые пункты:
| Населённый пункт  | население, человек (1989) | население, человек (1999) | население, человек (2009) |
| ----------------- | ------------------------- | ------------------------- | ------------------------- |
| Бегазы, село      | 176                       | 47                        | 81                        |
| Касабай, село     | 179                       | 100                       | 132                       |
| Сона, село        | 190                       | 74                        | 106                       |
| Керегетас, село   | 192                       | 41                        | -                         |
| Шабанбай-би, село | 876                       | 816                       | 563                       |